# Internazionali BNL d'Italia 2015
Giải quần vợt Ý Mở rộng 2015 (hay Rome Masters 2015 hoặc tiêu đề tài trợ Internazionali BNL d’Italia 2015) là một giải quần vợt diễn ra trên sân đất nện ngoài trời tại Foro Italico ở Rome, Ý. It was the 72nd đây là mùa giải thứ của Giải quần vợt Ý Mở rộng và được phân loại là sự kiện ATP World Tour Masters 1000 trong ATP World Tour 2015 và sự kiện Premier 5 trong WTA Tour 2015. Giải diễn ra từ 10–17 tháng 5 năm 2015.

## Điểm và tiền thưởng

### Điểm
| Sự kiện | W    | CK  | BK  | TK  | 1/16 | 1/32 | 1/64 | Q  | Q2 | Q1 |
| Đơn nam | 1000 | 600 | 360 | 180 | 90   | 45   | 10   | 25 | 16 | 0  |
| Đôi nam | 1000 | 600 | 360 | 180 | 90   | 0    | —    | —  | —  | —  |
| Đơn nữ  | 900  | 585 | 350 | 190 | 105  | 60   | 1    | 30 | 20 | 1  |
| Đôi nữ  | 900  | 585 | 350 | 190 | 105  | 1    | —    | —  | —  | —  |

### Tiền thưởng
| Sự kiện | W        | CK       | BK       | TK      | 1/16    | 1/32    | 1/64    | Q2     | Q1     |
| Đơn nam | €628.100 | €308.000 | €155.000 | €78.820 | €40.930 | €21.580 | €11.650 | €2.685 | €1.370 |
| Đơn nữ  | €400.250 | €199.750 | €99.870  | €46.000 | €22.800 | €11.710 | €6.020  | €3.350 | €1.720 |
| Đôi nam | €194.500 | €95.230  | €47.770  | €24.520 | €12.670 | €6.690  | —       | —      | —      |
| Đôi nữ  | €114.250 | €57.840  | €28.630  | €14.410 | €7.280  | €3.605  | —       | —      | —      |

## Vận động viên ATP

### Đơn

#### Hạt giống
| Quốc gia | Tay vợt               | Xếp hạng1 | Hạt giống |
| -------- | --------------------- | --------- | --------- |
| SRB      | Novak Djokovic        | 1         | 1         |
| SUI      | Roger Federer         | 2         | 2         |
| GBR      | Andy Murray           | 3         | 3         |
| ESP      | Rafael Nadal          | 4         | 4         |
| JPN      | Kei Nishikori         | 5         | 5         |
| CZE      | Tomáš Berdych         | 7         | 6         |
| ESP      | David Ferrer          | 8         | 7         |
| SUI      | Stan Wawrinka         | 9         | 8         |
| CRO      | Marin Čilić           | 10        | 9         |
| BUL      | Grigor Dimitrov       | 11        | 10        |
| ESP      | Feliciano López       | 12        | 11        |
| FRA      | Gilles Simon          | 13        | 12        |
| FRA      | Jo-Wilfried Tsonga    | 14        | 13        |
| ESP      | Roberto Bautista Agut | 16        | 14        |
| RSA      | Kevin Anderson        | 17        | 15        |
| Hoa Kỳ   | John Isner            | 18        | 16        |

- Bảng xếp hạng tính đến ngày 4 tháng 5 năm 2015.

#### Vận động viên khác
Đặc cách:
- Matteo Donati
- Federico Gaio
- Paolo Lorenzi
- Luca Vanni

Vượt qua vòng loại:
- Andrea Arnaboldi
- Thomaz Bellucci
- Alexandr Dolgopolov
- Thomas Fabbiano
- Marsel İlhan
- Dušan Lajović
- Diego Schwartzman

#### Bỏ cuộc
Trước giải đấu
- Benjamin Becker →thay bởi Steve Johnson
- Julien Benneteau →thay bởi Simone Bolelli
- Ivo Karlović →thay bởi Marcel Granollers
- Gaël Monfils →thay bởi Donald Young
- Gilles Müller →thay bởi Jack Sock
- Milos Raonic →thay bởi Dominic Thiem
- Andreas Seppi →thay bởi Jerzy Janowicz
- Tommy Robredo →thay bởi Jiří Veselý
- Fernando Verdasco →thay bởi João Sousa

Trong giải đấu
- Andy Murray (fatigue)

#### Giải nghệ
- Philipp Kohlschreiber
- Gilles Simon

### Đôi

#### Hạt giống
| Quốc gia | Tay vợt           | Quốc gia | Tay vợt        | Xếp hạng1 | Hạt giống |
| -------- | ----------------- | -------- | -------------- | --------- | --------- |
| Hoa Kỳ   | Bob Bryan         | Hoa Kỳ   | Mike Bryan     | 2         | 1         |
| CRO      | Ivan Dodig        | BRA      | Marcelo Melo   | 9         | 2         |
| NED      | Jean-Julien Rojer | ROU      | Horia Tecău    | 23        | 3         |
| POL      | Marcin Matkowski  | SRB      | Nenad Zimonjić | 26        | 4         |
| ESP      | Marcel Granollers | ESP      | Marc López     | 27        | 5         |
| CAN      | Daniel Nestor     | IND      | Leander Paes   | 30        | 6         |
| AUT      | Alexander Peya    | BRA      | Bruno Soares   | 32        | 7         |
| ITA      | Simone Bolelli    | ITA      | Fabio Fognini  | 34        | 8         |

- Bảng xếp hạng tính đến ngày 4 tháng 5 năm 2015.

#### Vận động viên khác
Đặc cách:
- Matteo Donati /  Stefano Napolitano
- Paolo Lorenzi /  Luca Vanni

## Vận động viên WTA

### Đơn

#### Hạt giống
| Quốc gia | Tay vợt              | Xếp hạng1 | Hạt giống |
| -------- | -------------------- | --------- | --------- |
| Hoa Kỳ   | Serena Williams      | 1         | 1         |
| ROU      | Simona Halep         | 2         | 2         |
| RUS      | Maria Sharapova      | 3         | 3         |
| CZE      | Petra Kvitová        | 4         | 4         |
| DEN      | Caroline Wozniacki   | 5         | 5         |
| CAN      | Eugenie Bouchard     | 6         | 6         |
| SRB      | Ana Ivanovic         | 7         | 7         |
| RUS      | Ekaterina Makarova   | 8         | 8         |
| GER      | Angelique Kerber     | 11        | 9         |
| ESP      | Carla Suárez Navarro | 12        | 10        |
| CZE      | Karolína Plíšková    | 13        | 11        |
| CZE      | Lucie Šafářová       | 14        | 12        |
| ITA      | Sara Errani          | 15        | 13        |
| Hoa Kỳ   | Venus Williams       | 16        | 14        |
| Hoa Kỳ   | Madison Keys         | 17        | 15        |
| SRB      | Jelena Jankovic      | 18        | 16        |

- Bảng xếp hạng tính đến ngày 4 tháng 5 năm 2015.

#### Vận động viên khác
Đặc cách:
- Nastassja Burnett
- Karin Knapp
- Francesca Schiavone

Vượt qua vòng loại:
- Misaki Doi
- Alexandra Dulgheru
- Daria Gavrilova
- Bojana Jovanovski
- Christina McHale
- Urszula Radwańska
- Kateřina Siniaková
- Elena Vesnina

Thua cuộc may mắn:
- Lucie Hradecká
- Kristina Mladenovic
- Anna Karolína Schmiedlová

#### Bỏ cuộc
Trước giải đấu
- Casey Dellacqua →thay bởi Lucie Hradecká
- Svetlana Kuznetsova →thay bởi Kristina Mladenovic
- Garbiñe Muguruza →thay bởi Anna Karolína Schmiedlová
- Peng Shuai →thay bởi Magdaléna Rybáriková
- Andrea Petkovic →thay bởi Monica Puig
- Agnieszka Radwańska →thay bởi Daniela Hantuchová

Trong giải đấu
- Serena Williams

#### Giải nghệ
- Jarmila Gajdošová

### Đôi

#### Hạt giống
| Quốc gia | Tay vợt               | Quốc gia | Tay vợt                  | Xếp hạng1 | Hạt giống |
| -------- | --------------------- | -------- | ------------------------ | --------- | --------- |
| SUI      | Martina Hingis        | IND      | Sania Mirza              | 5         | 1         |
| TPE      | Hsieh Su-wei          | ITA      | Flavia Pennetta          | 25        | 2         |
| HUN      | Tímea Babos           | FRA      | Kristina Mladenovic      | 27        | 3         |
| FRA      | Caroline Garcia       | SLO      | Katarina Srebotnik       | 38        | 4         |
| Hoa Kỳ   | Bethanie Mattek-Sands | CZE      | Lucie Šafářová           | 41        | 5         |
| CZE      | Andrea Hlaváčková     | CZE      | Lucie Hradecká           | 45        | 6         |
| TPE      | Chiêm Vịnh Nhiên      | CHN      | Zheng Jie                | 49        | 7         |
| RUS      | Alla Kudryavtseva     | RUS      | Anastasia Pavlyuchenkova | 53        | 8         |

- Bảng xếp hạng tính đến ngày 4 tháng 5 năm 2015.

#### Vận động viên khác
Đặc cách:
- Nastassja Burnett  /  Jasmine Paolini
- Maria Elena Camerin /  Corinna Dentoni
- Simona Halep /  Francesca Schiavone
- Daniela Hantuchová /  Samantha Stosur

## Nhà vô địch

### Đơn nam
- Novak Djokovic đánh bại  Roger Federer, 6–4, 6–3

### Đơn nữ
- Maria Sharapova đánh bại  Carla Suárez Navarro, 4–6, 7–5, 6–1

### Đôi nam
- Pablo Cuevas /  David Marrero đánh bại  Marcel Granollers /  Marc López, 6–4, 7–5

### Đôi nữ
- Tímea Babos /  Kristina Mladenovic đánh bại  Martina Hingis /  Sania Mirza, 6–4, 6–3